# Heligmonevra litoralis
Heligmonevra litoralis är en tvåvingeart som först beskrevs av Lindner 1955.  Heligmonevra litoralis ingår i släktet Heligmonevra och familjen rovflugor. Inga underarter finns listade i Catalogue of Life.